# تشيكنفوت
تشيكنفوت هي فرقة غنائية تشكلت في عام 2008. ويتألف هذا الفريق من المغني سامي هاجر (السابقين فان هالين ومونتروز)، وعازف قيثارة مايكل أنطوني (أيضا السابقين فان هالين)، وعازف الجيتار جو ساترياني، والطبال تشاد سميث (ريد هوت تشيلي بيبرز). نظرًا لالتزامات سميث المتسقة بالتسجيل والجولات إلى Red Hot Chili Peppers ، انضم كيني أرونوف إلى المجموعة في عام 2011 كعازف طبول بديل. بينما لم تعلن الفرقة رسميًا عن تفككها، قال سميث في يونيو 2016 إن لديه شكوكًا حول بقائها بسبب جداولها المزدحمة.
أصدرت المجموعة ألبومين استوديو، وألبوم واحد مباشر، ومجموعة صندوق واحدة.
بينما يعتبر اسم الفرقة وشعارها مصطلحًا مهينًا لرمز السلام، «بصمة الدجاج»، يؤكد عازف الجيتار مايكل أنتوني أن الاسم نشأ من الجلسات الأولية بين هاجر وسميث ونفسه: «هناك ثلاثة مخالب على قدم الدجاج وهناك ثلاثة منا». صرح أنتوني لاحقًا: «كان من المفترض أن يكون اسمًا هراءًا استخدمناه لفترة من الوقت، ثم [عندما] انتشرت الشائعات حول الفرقة، استخدم الجميع هذا الاسم لذلك فكرنا،» اللعنة عليه، دعنا نطلق عليه Chickenfoot «- كل ذلك يعود إلى الموسيقى على أي حال». صدر ألبوم استوديو تشيكن فوت الثاني، تشيكن فوت 3 ، في 27 سبتمبر 2011.

## أعضاء الفرقة
- مايكل أنتوني - غيتار باس، غناء مساند (2008 إلى الوقت الحاضر)
- سامي هاجر - غناء الرصاص، الغيتار الإيقاعي (2008 إلى الوقت الحاضر)
- جو ساترياني - غيتار رئيسي، لوحات مفاتيح (2008 حتى الآن)
- تشاد سميث - طبول، قرع (2008 حتى الآن)

أعضاء بجولة
- كيني ارونوف - طبول، إيقاع، غناء مساند (2011-2012)

## روابط خارجية
- الموقع الرسمي
- جو ساترياني الكون - دجاجة تاريخ وألبومات وكلمات